# Expedition ins Unbekannte
Expedition ins Unbekannte ist eine 26-teilige Fernsehserie des Tauchpioniers Hans Hass des Genres Tierfilm, die 1957/1958 während der zweiten Expedition mit der Xarifa im Roten Meer und dem Indischen Ozean entstand. Viele Tierarten wurden erstmals dem Publikum gezeigt, und auch die Technik des Unterwasser-Fernsehens wurde hier erstmals für die meeresbiologische Forschung eingesetzt.

## Inhalte
Für den Südfunk Stuttgart (SDR) und die British Broadcasting Corporation (BBC) Natural History Unit produzierte Fernsehserie über die zweite Xarifa-Expedition 1957/58 in den Indischen Ozean. Die ersten sechs Folgen wurden 1958 geschnitten, die weiteren zwanzig Folgen im Jahr darauf. Der SDR begann am 12. September 1958 mit der Ausstrahlung, am 30. August 1962 wurde im deutschen Fernsehen die 26. und letzte Folge von Expedition ins Unbekannte gesendet.
Diese Filme wurden ganz oder in Abschnitten auch den Zwecken des wissenschaftlichen Filmes und des Unterrichtsfilmes zugänglich gemacht (Institut für Film und Bild in Wissenschaft und Unterricht, Göttingen).
| Folge | Erstsendedatum     | Titel                          | Beschreibung |
| ----- | ------------------ | ------------------------------ | --- |
| 1     | 12. September 1958 | Fische unter sich              | Über die Arbeit der Wissenschaftler an Bord der Xarifa, über Sozialleben und Verhaltensweisen von Fischen. |
| 2     | 4. Oktober 1958    | Hotels auf dem Meeresgrund     | Über die unterschiedlichen Lebensräume der Fische: an einer alten Mole an der Küste des Roten Meeres, in einer Symbiose mit einem Korallenstock und in einer Seegraswiese vor den Farsan Islands.             |
| 3     | 22. November 1958  | Tauch mit uns!                 | Über die Ausrüstung des Forschungsschiffs und die Technik des Tauchens. Abstieg an einem Außenriff der Malediven bis in eine Tiefe von sechzig Metern.                                                        |
| 4     | 12. Dezember 1958  | Die Geburt einer Insel         | Die Entstehung von Koralleninseln, eiszeitliche Unterschneidung, und über den Alltag in einem Dorf auf den Malediven.                                                                                         |
| 5     | 3. Februar 1959    | Fisch-Porträts                 | Die Technik des Filmens unter Wasser – Nahaufnahmen, Objektive etc. Über einen giftigen Seeigel. |
| 6     | 21. Februar 1959   | Unterwasser-Television         | Technische Details der Fernseh-Anlage und die Beobachtung von Röhrenaalen. |
| 7     | 27. Mai 1959       | Das Liebesriff                 | Über das Paarungsverhalten von Fischen: Farbwechsel bei Nashornfischen, Eiablage bei Riffbarschen, Brutpflege beim Drückerfisch.                                                                              |
| 8     | 15. Juni 1959      | Im Addu-Atoll                  | Wie ein Riff entsteht. Die Entdeckung eines Tintenfisch-Geleges und die Entwicklung der Larven. |
| 9     | 4. Juli 1959       | Was gesunkene Schiffe verraten | Wie versunkene Schiffe allmählich von Korallen überwachsen werden und sich in Riffe verwandeln. Demonstration anhand zweier Wracks – das eine etwa fünfzehn Jahre alt, das andere mehr als hundert Jahre alt. |
| 10    | 1. August 1959     | Unsere Vorfahren, die Fische   | Bewegungsanalysen verschiedener Knochenfische und Rochen. Über die Fortbewegung des Schlammspringers an Land.                                                                                                 |
| 11    | 26. September 1959 | Ungewöhnliche Exkursionen      | Besuch historischer Stätten in Sri Lanka und ein Tauchgang bei den Nikobaren. |
| 12    | 28. November 1959  | Unterwasser-Quiz               | Ungewöhnliche Schlammbewohner auf den Nikobaren und das Verhalten des „Brunnenbauer-Fisches“. |
| 13    | 19. Dezember 1959  | Sind Haie gefährlich?          | Das Verhalten von Haien bei der Begegnung mit Tauchern. Erfahrungen und Erlebnisse im Indischen Ozean. |
| 14    | 2. Februar 1961    | Die Geisterinsel               | Über den Aberglauben der Bewohner der Nikobaren. Sichtung eines Walhais. |
| 15    | 15. März 1961      | Merkwürdige Freundschaften     | Über die vielfältigen Versteckplätze von Fischen und eine Symbiose zwischen einer Grundel und einem Krebs. |
| 16    | 6. Mai 1961        | Groß-Nikobar                   | Wie Mangroven zur Verlandung beitragen, über Winkerkrabben und einen Besuch der Bewohner der Nikobaren. |
| 17    | 30. Mai 1961       | Das Lampen-Wrack               | Die Entdeckung und Untersuchung eines gesunkenen Schiffs der britischen Marine bei Tillanchong. |
| 18    | 5. Juli 1961       | Außenseiter                    | Wie Tiere neue Lebensräume erobern. Die Symbiose zwischen einer Koralle und einem wurmförmigen, bodenlebenden Tier, sowie über die Fortpflanzung einer Blumenkoralle.                                         |
| 19    | 7. August 1961     | Der Krake                      | Verhalten und Brutpflege eines Kraken, der in einer leeren Muschelschale lebt. |
| 20    | 28. Oktober 1961   | Experimente                    | Vom Verhalten eines Anemonenfisches. |
| 21    | 25. November 1961  | Forschung mit Hindernissen     | Experimente mit Anemonenfischen. Die Entdeckung einer Symbiose zwischen einem Seeigel und einem Barsch. |
| 22    | 23. Dezember 1961  | An der Malaiischen Küste       | Tauchen in der Straße von Malakka, Untersuchung einer Fisch-Reuse, die Insel Penang, über Kalkalgen. |
| 23    | 20. Januar 1962    | Überraschungen                 | Beobachtung von Stachelhäutern, einer Seegurke und eines Barsches, der sich an der Haut von Haien kratzt. |
| 24    | 18. Februar 1962   | Das Geheimnis der Krabben      | Die Verhaltensweisen verschiedener Krabbenarten und die Burgen der Erbsenkrabben. |
| 25    | 25. März 1962      | Im Chinesischen Meer           | In Singapur, Tauchen im Chinesischen Meer, das Verhalten eines Schnepfenfisches. |
| 26    | 30. August 1962    | Das Wrack der Haie             | Über die Bilanz der Forschungsreise und über Experimente mit Haien bei Gaha Faro in den Malediven. |

## Hintergrund
Zur Finanzierung der Expedition hatte sich Hass gegenüber dem Süddeutschen Rundfunk und der BBC verpflichtet, 26 Fernsehfilme von je 30 Minuten Länge zu drehen.
Da ausschließlich auf 16-mm Filmmaterial gedreht wurde, waren die Kameras gegenüber der 35-mm Kinofilmausrüstung kleiner und auch handlicher. Hass hatte sich für die 16-mm Arriflex ST in Wien bei der Firma Hornicek ein Unterwasser-Gehäuse anfertigen lassen. Beim Filmen unter Wasser sah man ihn meist mit dieser Kamera arbeiten. Zur Filmausrüstung gehörten vier Arriflex-Ausrüstungen und einige 16-mm Bolex-Kameras H-16. In den Malediven wurde eine Unterwasser-Fernsehanlage zum Einsatz gebracht. Das Ingenieur-Büro Atlas Elektronik stellte für ein Grundig „Fernauge“ eine für 100 Meter Wassertiefe geeignete, wasserdichte Umhüllung her. Die Aufnahmeeinheit wurde mit einem speziellen Versorgungs-, Fernbedienungs- und Übertragungskabel der Firma Felten & Guilleaume versehen. Die Empfangsanlage einschließlich zweier Monitore mit 17 und 43 cm Bilddiagonale konnte an Bord der Xarifa oder auch an Land installiert werden.
Der filmtechnische Aufwand war für damalige Unterwasser-Forschungsverhältnisse enorm. Doch die Ergebnisse rechtfertigten die Mittel. Der Film über die Röhrenaale und die angewandte Fernsehtechnik ist auch heute noch ein Highlight unter den 26 Fernsehfilmen.
Gedreht wurde bis auf wenige Ausnahmen auf Schwarzweiß-Filmmaterial, denn Farbfernsehen gab es damals auf dem europäischen Kontinent noch kaum.
Lotte Hass konnte erst nach der Geburt ihrer Tochter an der zweiten Etappe der Expedition, von Colombo auf Sri Lanka nach Singapur, teilnehmen (Juli bis Oktober 1958).
Der englische Serientitel lautete zunächst nur Adventure und dann ab Folge 7 The Underwater World Of Adventure.